# Невский, Николай Арсентьевич
Никола́й Арсе́нтьевич Не́вский (22 февраля 1922, Гомель, Гомельская губерния — 27 октября 1989, Ленинград) — советский артиллерист, полковник Советской Армии, участник Демянской, Невельской, Люблин-Брестской, Висло-Одерской и Берлинской операций Великой Отечественной войны. Герой Советского Союза (1945), кандидат военных наук, доцент.

## Биография

### Детство и юность
Родился 22 февраля 1922 года в Гомеле в семье служащего. Детство и юность провёл в городе Гжатске. Окончил 10 классов средней школы.
В Рабоче-крестьянской Красной армии с сентября 1940 года, был призван Гжатским райвоенкоматом (под другим данным — Гомельским), служил красноармейцем в 533-м зенитно-артиллерийском полку Киевского Особого военного округа, 23 февраля 1941 года принял присягу. В апреле 1941 года стал курсантом 1-го Киевского артиллерийского училища, эвакуированного в Сибирь, в ноябре окончил его.

### Великая Отечественная война
На фронтах Великой Отечественной войны с марта 1942 года. Служил командиром взвода управления, затем батареи, заместителем и командиром артиллерийского дивизиона 940-го артиллерийского полка 370-й стрелковой дивизии 11-й армии. В этом подразделении он служил до конца войны.
После наступления зимой-весной 1942 года войск Северо-Западного и Калининского фронтов немецкие войска были отброшены далеко на запад, но им удалось удержать выступ в районе города Демянска. Бои за ликвидацию Демянского выступа шли весь 1942 год. Войска 11-й армии стремились перехватить коммуникации врага и окружить его группировку. В ходе этих боёв батареей Невского было уничтожено 4 фашистских танка, 3 артбатареи, 4 миномётные батареи, большое количество живой силы противника. В июле 1942 года Невскому было присвоено звание старшего лейтенанта, в сентябре он был награждён орденом Красной Звезды.
Во второй половине сентября 1942 года немецкие войска предприняли несколько сильнейших ударов с целью прорвать окружение. Батарея под командованием Невского отражала атаки противника в районе деревень Верясско, Липно, Рамушево, но силам противника всё-таки удалось пробить «Рамушевский коридор». В результате боёв Демянская группировка немцев соединилась с основными силами 16-й армии. 6 октября 1942 года Невский получил ранение, лечился в медсанбате.
После возвращения в действующую армию Невский в качестве заместителя командира артиллерийского дивизиона принимал участие боях на берегах реки Ловать на старорусском направлении. В феврале 1943 года ему было присвоено звание капитана, в этом же году вступил в ВКП(б).
В январе-феврале 1944 года в рамках Невельской операции дивизион Невского участвовал в боях по овладению станцией Маево и освобождению других населённых пунктов Псковской области.
В мае 1944 года 370-ю стрелковую дивизию снова передислоцировали. На этот раз она вошла в состав 69-й армии 1-го Белорусского фронта и заняла исходные позиции перед наступлением на территории Волыни. В июне 1944 года капитана Невского назначили командиром артиллерийского дивизиона.
17 июля 1944 года началась Люблин-Брестская операция. В этот дивизион капитана Невского участвовал в мощной артиллерийской подготовке, предшествовавшей наступлению, и на своём участке точным огнём уничтожил до 60 % огневых точек врага, что значительно облегчило стрелковым подразделениям прорыв вражеской обороны. К 20 июля 1944 года войска 69-й армии вышли к реке Западный Буг и приступили к форсированию её в районе Кладнев — Ясеница — Загурник. Дивизион капитана Невского своим огнём обеспечил переправу через реку в районе села Кладнев. Здесь также артиллеристами были уничтожены ряд миномётных и пулемётных точек, препятствовавших переправе. За умелое командование дивизионом в ходе этих боёв Невский был награждён орденом Александра Невского. Наряду с подполковником Николаем Леонтьевичем Невским, Николай Арсентьевич стал кавалером ордена своего знаменитого однофамильца.
Летом 1944 года дивизион под командованием Невского осуществлял артиллерийское обеспечение при форсировании реки Висла. 3 августа 1944 года при отражении одной из вражеских контратак Невский был ранен, но не покинул поле боя, продолжив выполнять задачи, поставленные командованием.
Указом Президиума Верховного Совета СССР от 21 февраля 1945 года за образцовое выполнение боевых заданий командования на фронте борьбы с немецко-фашистскими захватчиками и проявленные при этом мужество и героизм капитану Невскому было присвоено звание Героя Советского Союза.
Отличился Невский и в ходе Висло-Одерской операции. В ходе одного из боёв в самый ответственный момент боя капитан Невский лично возглавил резервную батарею и направил её огонь на участок обороны противника у села Пшеборов, где к этому времени наметились самые большие успехи. В итоге все 10 линий обороны противника были прорваны, но Невский получил ранение в руку. Не обращая внимание на ранение, он руководил действиями дивизиона при штурме города Радом, при форсировании рек Пилица и Варта, освобождении городов Томашув и Яроцин. К концу января 1945 года артиллерийский дивизион вместе со стрелковыми подразделениями вышел к реке Одер севернее Франкфурта и своими действиями способствовали захвату плацдарма на западном берегу реки. За умелое командование дивизионом в ходе этой операции Невский был награждён орденом Красного Знамени, также ему было присвоено воинское звание «майор».
Участник Берлинской операции. В боях про прорыву немецкой обороны южнее города Лебус организовал тесное взаимодействие артиллерии с пехотой, добился обеспечения выполнения поставленной командованием задачи, был награждён орденом Суворова III степени. 26 апреля дивизион под командованием майор Невского участвовал в овладении городом Тройенбрицен, а затем, совершив рывок, вышел к реке Эльбе в районе города Магдебург, где 1 мая 1945 года артиллеристы и пехотинцы встретились с армией США.

### После войны
После войны Невский продолжил службу в Вооружённых Силах СССР. Год прослужил в Германии, в 1946 году поступил в Военную академию имени Ф. Э. Дзержинского, которую окончил в 1950 году. В этом же году поступил в адъюнктуру академии, а также стал преподавателем тактики наземной артиллерии в ней. В 1953 году успешно защитил диссертацию, получив учёную степень кандидата военных наук.
С 1971 года работал преподавателем 4-й кафедры Военно-артиллерийской академии имени М. И. Калинина.
В декабре 1982 года ушёл в отставку в звании полковника. Жил в Москве, затем переехал в Ленинград.
Умер 27 октября 1989 года. Похоронен на ленинградском Серафимовском кладбище (4-й вязовый участок).

## Награды
- Герой Советского Союза (Указ Президиума Верховного Совета СССР от 21 февраля 1945 года, орден Ленина и медаль «Золотая Звезда» № 4701)[1].
- Орден Красного Знамени (22 февраля 1945 года)[3].
- Орден Суворова III степени (июнь 1945 года)[5].
- Орден Александра Невского (4 августа 1944 года)[6].
- Орден Отечественной войны I степени (6 июня 1985 года)[1].
- Два ордена Красной Звезды (3 сентября 1942 года[2], 30 декабря 1956 года[1]).
- Орден «За службу Родине в Вооружённых Силах СССР» III степени (30 апреля 1975 года)[1].
- Медали СССР, в том числе:
  - медаль «За освобождение Варшавы»[1];
  - медаль «За взятие Берлина»[1];
  - медаль «30 лет Советской Армии и Флота»[1];
- другие награды.

## Память
2 июля 2014 года в Гомеле в Студенческом сквере по Советской улице была торжественно открыта Аллея Героев и мемориальный комплекс. В мероприятии приняли участие руководители области и города, ветераны Великой Отечественной войны, представители молодёжных и общественных организаций.
На Аллее была установлена 41 памятная стела, на которых увековечены имена 38 Героев Советского Союза и 3 полных кавалера ордена Славы, судьба которых была связана с Гомелем. Одна из стел в Гомеле (ул. Советская) на Аллее Героев установлена в честь В. Ф. Мухина.